# Greg Wiltjer
Gregory Hilko "Greg" Wiltjer (Whitehorse, Yukón, 26 de noviembre de 1960) es un exjugador de baloncesto canadiense que jugó tres temporadas en la liga ACB, además de hacerlo la liga italiana, la liga griega, la CBA, la liga argentina, la liga francesa y la liga portuguesa. Con 2,08 metros de estatura, lo hacía en la posición de pívot. Es hijo de padre neerlandés y madre danesa. Su hijo Kyle Wiltjer también es jugador de baloncesto.

## Trayectoria deportiva

### Universidad
Jugó sus dos primeras temporadas de universitario en el Junior College de North Idaho, promediando en su segunda temporada 17,1 puntos y 10,2 rebotes por partido, lo que llamó la atención de la Universidad de Washington, que quisieron hacerse con sus servicios. Miembros de dicha universidad acudieron a verle y le proporcionaron una bolsa de deporte y unas zapatillas, algo totalmente prohibido en la NCAA, por lo que la universidad fue sancionada y no pudieron hacerse con sus servicios. Tuvo que irse a los Beavers de la Universidad Estatal de Oregón, donde contó con pocas oportunidades de juego, promediando 5,4 puntos y 3,7 rebotes, optando por terminar la carrera en su país, en los Vikes de la Universidad Victoria.

### Profesional
Fue elegido en la cuadragésimo tercera posición del Draft de la NBA de 1984 por Chicago Bulls, pero al no encontrar hueco en el equipo ficha por el Silverstone Brescia de la Serie A2 italiana. Allí juega una temporada en la que promedia 16,7 puntos y 11,8 rebotes por partido.
Al año siguiente ficha por el FC Barcelona, donde juega 23 partidos en los que promedia 14,4 puntos y 10,4 rebotes. El club estaba a la espera de la nacionalización de su jugador Steve Trumbo, ocupando mientras el canadiense su plaza, pero como esta no llegaba, fue sustituido en el mes de febrero. Pero las normas de las competiciones europeas no permitían cambiar de jugadores a mitad de temporada, por lo que se mantuvo en el equipo disputando la Recopa de Europa, derrotando en la final al Scavolini Pesaro por 101-86, con Wiltjer jugando los 40 minutos y consiguiendo 14 puntos y 18 rebotes.
Tras terminar contrato y querer seguir jugando en España, acepta la oferta del Cajamadrid de Primera B. Al año siguiente se marcha a jugar al Aris Salónica de la liga griega, donde en dos temporadas consigue cuatro títulos: dos ligas y dos copas de Grecia. en 1989 regresa a Estados Unidos, fichando por los Omaha Racers, donde jugaría 3 temporadas. entre medio asistió a los campus de verano de la NBA, llegando a firmar como agente libre en 1990 por los Indiana Pacers y al año siguiente por Los Angeles Clippers, pero en ambas ocasiones fue cortado antes del comienzo de la temporada.
En 1992 regresa a la liga española fichando por el Argal Huesca, donde juega 15 partidos en los que promedia 8 puntos y 7,5 rebotes, antes de ser cortado en el mes de diciembre por Ben Coleman. Regresa a la CBA fichando por Oklahoma City Cavalry, jugando posteriormente de nuevo con los Racers, con los que gana la liga en 1993. Al año siguiente ficha por los Quad City Thunder hasta que recibe una oferta del Atlético Echagüe Club de la liga argentina, para sustituir a Steve McGlothin.
Finalizaría su carrera jugando una temporada en el Tours Joué Basket de la liga francesa y al año siguiente los play-offs de la liga portuguesa con el Guialmi Estrelas.

### Selección nacional
Wiltjer debutó con la selección de Canadá en el Mundial de 1982 en Colombia. En 1984 fue el máximo reboteador del torneo de baloncesto de los Juegos Olímpicos de Los Ángeles, en donde acabaron en la cuarta posición. Su último torneo importante fue el Campeonato FIBA Américas de 1995.